# Gregory W. Meeks
Gregory Weldon Meeks é um político, advogado e juiz Nova-iorquino, que serviu como representante do trigéssimo primeiro distrito congressional de 1993 a 1998, e serve como representante do sexto distrito congressional desde 1998, ambos distritos pelo Estado de Nova Iorque.